# Ludvík, vévoda z Vermandois
Ludvík de Bourbon, vévoda z Vermandois (2. října 1667 – 18. listopadu 1683) byl nejstarší přeživší syn francouzského krále Ludvíka XIV. a jeho milenky Louise de La Vallière. Zemřel v šestnácti letech svobodný a bezdětný.

## Dětství
Ludvík se narodil v Château de Saint-Germain-en-Laye dne 2. října 1667 a byl pojmenován po svém otci. Stejně jako jeho starší sestra Marie Anna de Conti, známá u dvora jako Mademoiselle de Blois, dostal příjmení de Bourbon, namísto příjmení de France jako královští manželští potomci. Jako dítě oslovoval svou matku Belle Maman díky její kráse. Ludvík byl otcem legitimizován v roce 1669 ve věku dvou let a získal titul vévody z Vermandois a byl jmenován admirálem Francie.
V roce 1674 vstoupila jeho matka do řádu karmelitánů v Paříži a přijala jméno Sœur Louise de la Miséricorde. Vídali se spolu velmi málo. Díky vztahu jeho matky s králem měl čtyři úplné sourozence, z nichž tři zemřeli ještě před jeho narozením.

## Život v Palais Royal
Po odchodu své matky žil Ludvík v Palais Royal v Paříži spolu se svým strýcem Filipem I. Orleánským a jeho manželkou Alžbětou Šarlotou Falckou. Zde se stal u oblíbencem své tety, se kterou navázal blízký vztah, díky čemuž byl nenáviděn ostatními nemanželskými dětmi Ludvíka XIV. Náklonnost, kterou k sobě teta a synovec chovali, se nikdy nezměnila.
Když byl u dvora jako strýcův doprovod, seznámil se s Filipem, nejoblíbenějším milencem svého strýce. Mladý Ludvík se s ním zapletl také a vstoupil do tajné skupiny aristokratů zvané La Sainte Congregation des Glorieux Pédérastes (Svaté bratrstvo slavných pederastů), která se účastnili různých sexuálních večírků, kde se praktikovaly i homosexuální praktiky.
Když Ludvík XIV. zjistil, že jeho syn je členem takové skupiny, nechal ho před svýma očima zbičovat a vyhostil ho spolu s Filipem a dalšími členy této skupiny z paláce. Aby se na tento skandál rychle zapomnělo, rozhodl se jej král oženit co nejdříve by to bylo možné. Jeho ženou se měla být Louise Bénédicte de Bourbon. Ludvík byl vyhoštěn do exilu, aniž by mohl jakkoliv namítat.

## Exil a smrt
V červnu roku 1682 byl Ludvík vyhoštěn do Normandie. Aby se spory mezi otcem a synem urovnaly, navrhla jeho teta Alžběta, aby se Ludvík stal vojákem ve Vlámsku, které v té době byly pod francouzskou okupací. Král s tímto návrhem souhlasil a poslal Ludvíka k obléhání města Kortrijk. Zde Ludvík vážně onemocněl, ale i přesto se účastnil boje, aby svého otce potěšil.
Ludvík zemřel 18. listopadu 1683 ve Vlámsku ve věku šestnácti let. Byl pohřben v katedrále v Arrasu. Nejvíce jeho smrtí byly zasaženy jeho teta a sestra. Jeho otec však neutrousil ani slzu. Jeho matka, která se stále v klášteře zpovídala z předchozí aféry s králem, řekla o smrti syna: "Pro jeho narození jsem měla plakat více, než pro jeho smrt."
Ludvík byl později označen za jednoho možných lidí, kteří by mohli být Mužem se železnou maskou, ale v tom případě nemohl zemřít v roce 1683, ale v roce 1703.